# 25814 Preesinghal
25814 Preesinghal este un asteroid din centura principală de asteroizi.

## Descriere
25814 Preesinghal este un asteroid din centura principală de asteroizi. A fost descoperit pe 29 februarie 2000 la Socorro, New Mexico, în cadrul proiectului LINEAR. Asteroidul prezintă o orbită caracterizată de o semiaxă mare de 2,95 ua, o excentricitate de 0,11 și o înclinație de 1,3° în raport cu ecliptica.